# Calle Don Pedro Niño
La calle Don Pedro Niño es una vía pública de la ciudad española de Sevilla.

## Descripción
La vía nace de un punto en el que confluye con las calles Amparo y Viejos y discurre luego hasta desembocar en el cruce de Cervantes, San Andrés y Angostillo. Aparece descrita en la Noticia histórica del origen de los nombres de las calles de esta ciudad de Sevilla (1839) de Félix González de León con las siguientes palabras:

Calle de don Pedro Niño. Sita en el cuartel C. y en la parroquia de san Andrest el nombre lo tomó de don Pedro Niño, hermano del Arzo, bispo de esta ciudad don Fernando Niño; y veinte y cuatro de ella, el cual era poseedor de casi todas las casas de esto calle, que despues han pasado á otros dueños. En ella esáa la casa principal del mayorazgo de los señores condesd de Montelirios, de que ya se ha hablado. Es larga y medianamente ancha; pero triste y torcida. Pasa desde la plaza de san Andres á la de los Viejos.
(González de León, 1839, p. 393)